# Mong Kok Stadium
Das Mong Kok Stadium, kurz MKS (chinesisch 旺角大球場 / 旺角大球场, Pinyin Wàngjiăo Dàqiúchǎng, Jyutping Wong6gok3 Daai6kau4coeng4, kurz 旺角場 / 旺角场,  Wàngjiăo Chǎng, Jyutping Wong6gok3 Coeng4, ugs. 旺丁場 / 旺丁场,  Wàngdīng Chǎng, Jyutping Wong6ding1 Coeng4) ist ein Fußballstadion im Hongkonger Stadtteil Mongkok auf der Halbinsel Kowloon. Das 23.800 m² große Stadion ist einer der wichtigsten Fußballspielstätten für die HKFA in Hongkong und beheimatet die Heimspiele verschiedener Fußballclubs wie beispielsweise Kitchee SC und Pegasus FC in der Hong Kong Premier League (HKPL). Nach einer 24-monatigen Renovierung wurde es am 16. Oktober 2011 mit einer Kapazität (internat.) von 6.600 Sitzplätzen wiedereröffnet. (Stand 2019)

## Geschichte
Der ehemalige Army Sports Ground (陸軍球場), heute Mong Kok Stadium (MKS), war bis 1961 eine Sportstätte der britischen Armee in Hongkong. Sie grenzt südlich direkt an der Boundary Street (界限街), die verwaltungstechnische Grenze zwischen der Region Kowloon und den New Territories, westlich am Embarkment Road (基堤道) und nördlich am Prince Edward Road West (太子道西) und liegt nordwestlich der Diocesan Boys’ School. Nach der Übergabe des Stadions 1961 an dem damaligen Urban Council (市政局 – „Städtisches Verwaltungsamt“) als Eigentümer und Betreiber, ist es von 1961 bis 1973 in der Bevölkerung als Municipal Stadium (市政球場 – „städtisches Stadion“) bekannt. Seit dem 6. Juni 1973 nach der offiziellen Freigabe als öffentliches Fußballstadion kennt man es unter seinem heutigen Namen als Mong Kok Stadium (旺角大球場).

### Stadionumbau

#### 1990
In den 1990er Jahren wurde das Mong Kok Stadium mehrmals baulich verändert, um gestiegene Besucherzahlen des Stadions gerecht zu werden. Während der Umbauarbeiten im September 1990 wurden Laufbahnen der Leichtathletik entfernt, um die Zuschauerkapazität des Stadions auf 7500 Plätze zu erhöhen. Diese Arbeiten dauerten etwa ein Jahr lang und wurde zum Jahresende 1991 fertiggestellt. Spiele und Veranstaltungen während der Umbauphase wurden zum Nachbarstadion in Sham Shui Po verlegt. Zwischenzeitlich wegen der bis 1994 andauerten Umbauarbeiten im Hongkongs größtes Stadion, dem Hong Kong Stadium (HKS), stieg die Zahl der Stadionbesucher in Mongkok nochmals. So erweiterte man die Zuschauertribüne temporär mit zwei Aluminiumtribünen um 1000 Plätze auf 8500 Plätze.

#### 2009
Aufgrund Mangel durch fehlende Räumlichkeiten zur Dopingkontrolle, Presse- und Medienraum für Journalisten, technische Möglichkeiten zur Onlinedatenübertragung, Internetzugang o. Ä. forderte die Asian Football Confederation (AFC) die zuständige Stellen auf zur Verbesserung der vorhandene Infrastruktur, um den internationalen Standard für Stadioneinrichtungen zu genügen. In August 2008 stellte die Hong Kong Football Association (HKFA) bei der Hongkonger Regierung die nötigen Anträge zur Verbesserung der Stadioninfrastruktur in Mongkok und beantragte eine Erhöhung der Stadionplätze auf 10.000. Nach Besprechungen und öffentliche Diskussionen im zuständigen Komitee des örtlichen Distriktrats („District Council“) von Yau Tsim Mong mit den fachlichen Planungsbüros und der HKFA entschied die Planungskommission für eine Stadionkapazität von 6.600 Sitzplätze, Überdachung der beiden Nord- und Südhaupttribünen, Installation von Videoüberwachungsanlage, Parkplatzerweiterung, Pausenraum für Spieler und Schiedsrichter, Raum zur Dopingkontrolle etc. Die Umbau- und Renovierungsarbeiten dauerte vom 1. September 2009 bis 14. Oktober 2011 und kostete rund 275,5 Mio. HK$.
Bei der Renovierung der Sportanlage wurde neben Aspekte zur Reduktion von Energie- und Wasserverbrauch auch auf ein barrierefreies Bauen geachtet. Eine thermische Solaranlage mit Sonnenkollektor zur Warmwasserversorgung und eine Anlage für Regenwassersammlung zur Rasen- und Pflanzenbewässerung wurde installiert. Die Begrünung der gesamten Anlage wurde allgemein verstärkt, insbesondere auf dem Dach des Servicegebäudes, auf der obere Ebene der Südtribüne und um die gesamte Anlage herum. Barrierefreiheit im Stadion wurde verbessert durch 42 Rollstuhlplätze samt Fahrstuhl- und WC-Anlage sowie Erhöhung der Tribünensitzplätze um 1,5 Meter zwecks besseren Blickwinkel und eine neue elektronische Anzeigetafel an der Osttribüne. Hinzu kommen weitere räumliche Verbesserung im Gebäude wie beispielsweise ein Presse- bzw. Medienzentrum, Raum zur Dopingkontrolle, Schiedsrichterraum, Pausenraum für Spieler, Kiosk, Schließfächer sowie Erhöhung der Anzahl der Dusch- und Umkleideräume, der Parkplätze und der Verkaufsschalter für Karten als Verbesserungsmaßnahmen.

#### 2011 – Wiedereröffnung
Das erste Spiel im wiedereröffneten MKS fand abends am 16. Oktober 2011 zwischen den beiden Vereinen Sunray Cave JC Sun Hei und Sham Shui Po SA der Hong Kong First Division League statt. Um Werbung zu machen und mehr Zuschauer zum wiedereröffneten Stadion in Mongkok zu locken, reduzierten die zuständigen Vereine die Eintrittspreise von 60 auf 20 HK$ je Karte und erzielte mit 4.499 Zuschauern einen Besucherrekord für das MKS, der bis zum 21. März 2013 standhielt. In diesem inoffiziellen Eröffnungsspiel des MKSs gewann Sun Hei gegen Sham Shui Po SA mit 5–0.
Die offizielle Feier zur Wiedereröffnung des MKS fand am Abend des 15. November 2011 mit dem damaligen Amtsvertreter Tsang, Tak-sing (曾德成) – Secretary of Home Affairs Bureau (民政事務局局長 – „Chef des Büros für Zivile Angelegenheiten in Hongkong“) – statt. Neben typische Kulturveranstaltungsprogrammen wie Darbietungen im traditionellen Wushu, Drachen- und Löwentanz, Trommel- und Fahnenspiel, Cheerleading sowie Blaskapellenmusik, bildet als Höhepunkt der Wiedereröffnungsfeier das offizielle Eröffnungsfreundschaftsspiel zwischen der russischen Jugendnationalmannschaft (Russian National Youth Team) und Hongkongs offizielle Jugendmannschaft (Hong Kong Youth Representative Team). Das Testspiel der beiden Jugendmannschaften endete mit 2–1 für die russischen Fußballgäste.

## Veranstaltung
Aufgrund der städtisch zentrale und verkehrstechnisch günstige Lage findet im MKS trotz seiner relativ geringe Kapazität neben lokale Ligaspielen des Hong Kong Premier League auch andere internationale Veranstaltungen des Fußball- und Rugbysport statt. Obwohl das HKS das repräsentative Heimstadion der Fußball- und Rugby-Nationalmannschaft Hongkongs bei Länderspiele ist, gehört sowohl das MKS als auch Hongkongs zweitgrößte Sportstadion (Stand 2018), der Siu Sai Wan Sports Ground, zu den beliebten Austragungsstätten für Fußballländerspiele und internationale Rugby-Veranstaltungen, wie zum Beispiel das traditionelle Fußballländerspiel Hong Kong–Macau Interport, die Super-Rugby-Meisterschaft, Asian Five Nations und Asia Rugby Championship. Daneben findet im Stadion auch Kulturveranstaltung sozialer Verbände statt, wie beispielsweise Hongkongs weibliche Pfadfinderorganisation (香港女童軍總會 – „Hong Kong Girl Guides Association“), Hongkongs Verkehrswacht (香港交通安全會 – „Hong Kong Road Safety Association“) oder die katholische Jugendorganisation (香港基督少年軍 – „Boys' Brigade Hong Kong“).

## Verkehr
Das Stadion kann bequem über ÖPNV per Schienen- oder Busverkehr (z. B. KMB) erreicht werden. Über die nahegelegene U-Bahn-Haltestelle Prince Edward Station (太子站) der Kwun Tong Line und Tsuen Wan Line westlich des Stadions oder über die Haltestelle Mong Kok East Station (旺角東站) der East Rail Line der MTR im Süden ist das MKS in wenigen Fußminuten erreichbar. Das MKS ist über zahlreiche Buslinien an das Busnetz des größten lokalen Busbetreibers KMB angeschlossen. Das Stadion selbst verfügt über 16 PKW-Parkplätze, 2 Reisebus-Parkplätze, 1 Behindertenparkplatz und 1 Motorradparkplatz, deren Nutzung jedoch bei Veranstaltungstagen für die Öffentlichkeit ausgeschlossen sind. Der Haupteingang des Stadions liegt auf der Flower Market Road (花墟道). Weiter Zugänge liegen auf der Boundary Street (界限街) und der Yuen Po Street Bird Garden (園圃街雀鳥花園).

## Galerie

Mong Kok Stadion (MKS) – Nach der Renovierung
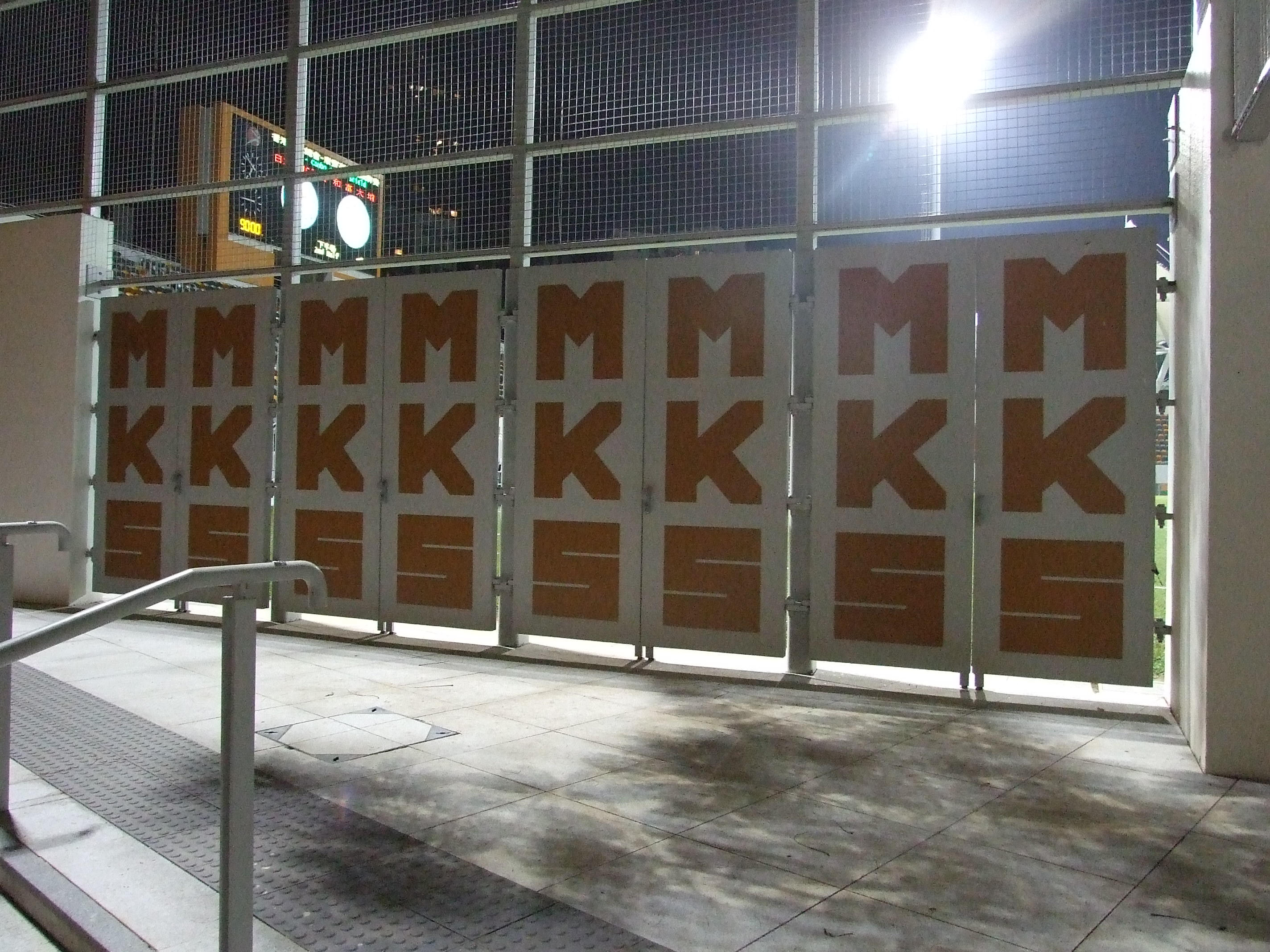
MKS – Mong Kok Stadium, 2013
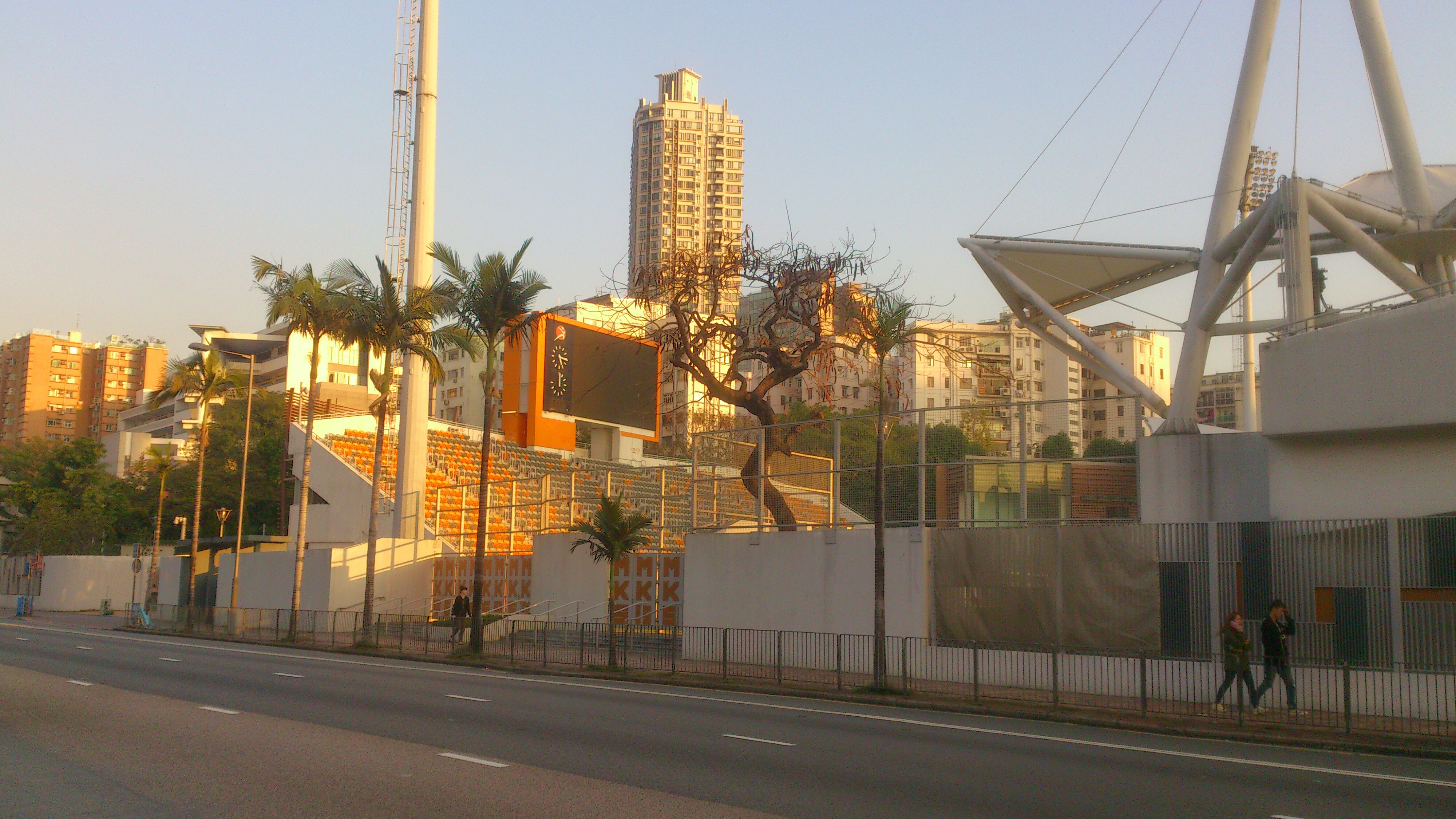
MKS – Prince Edward, 2015
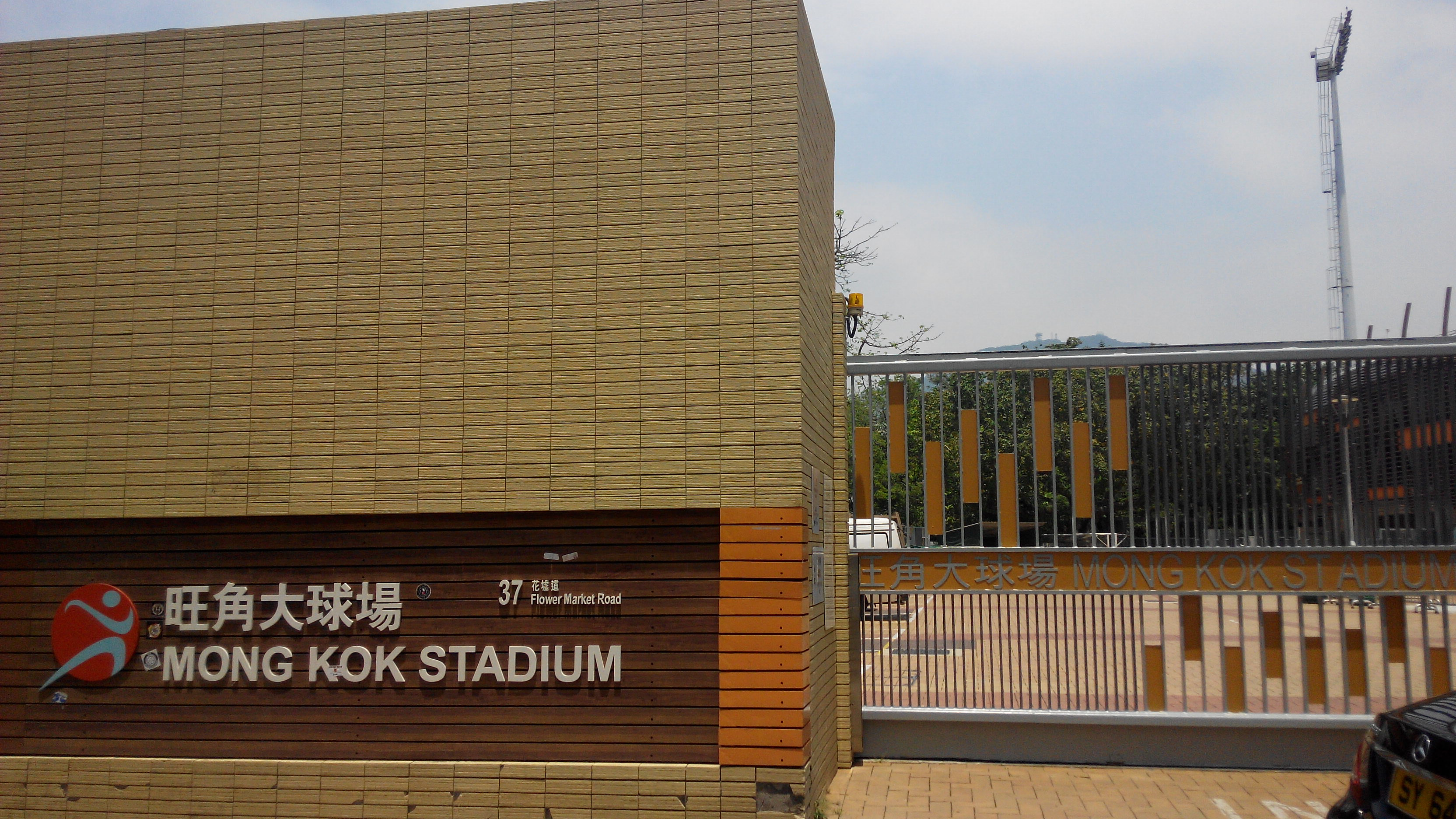
Haupteingang – Flower Market Road, 2015
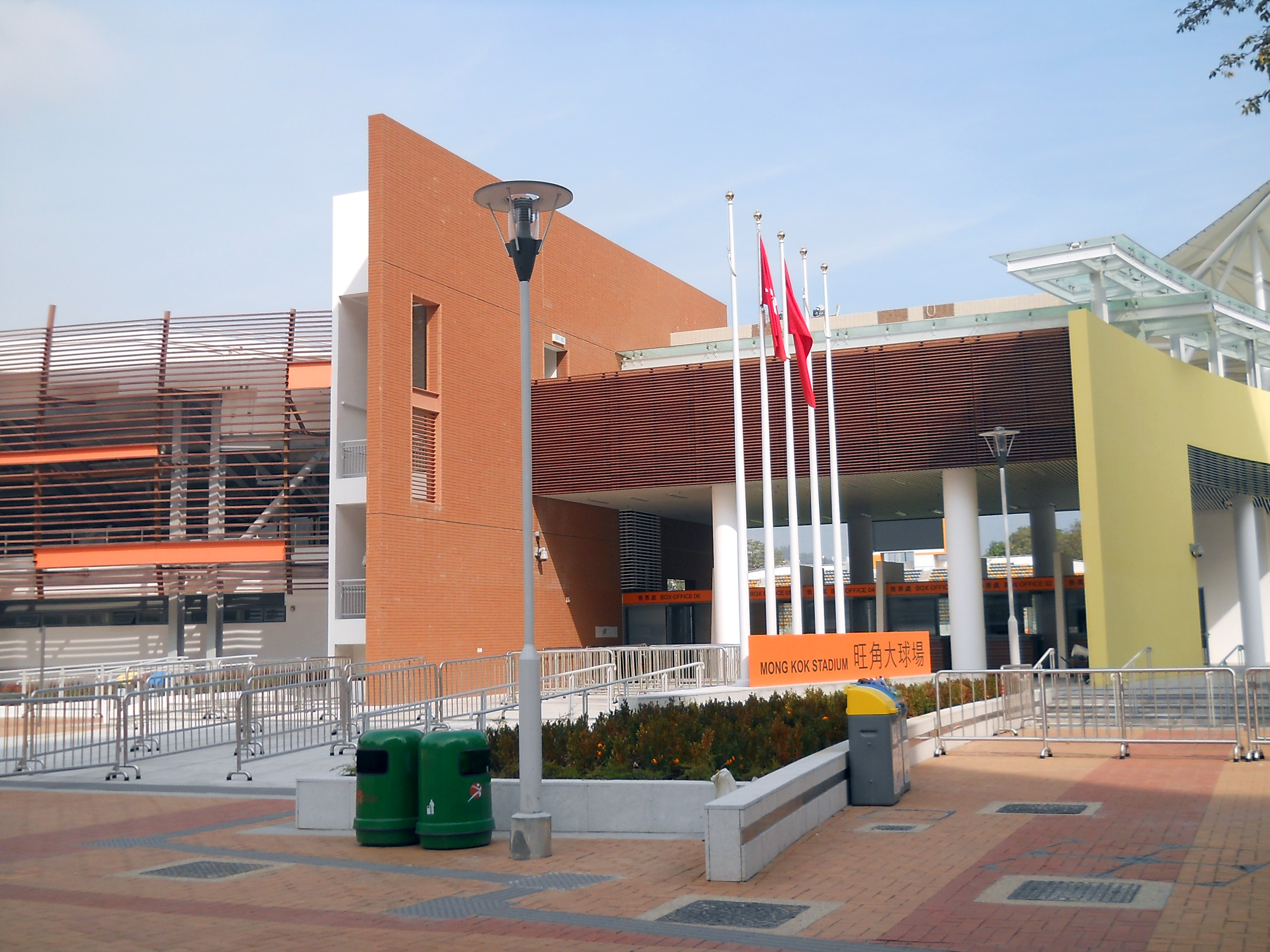
Haupteingangsbereich – Innenansicht, 2012
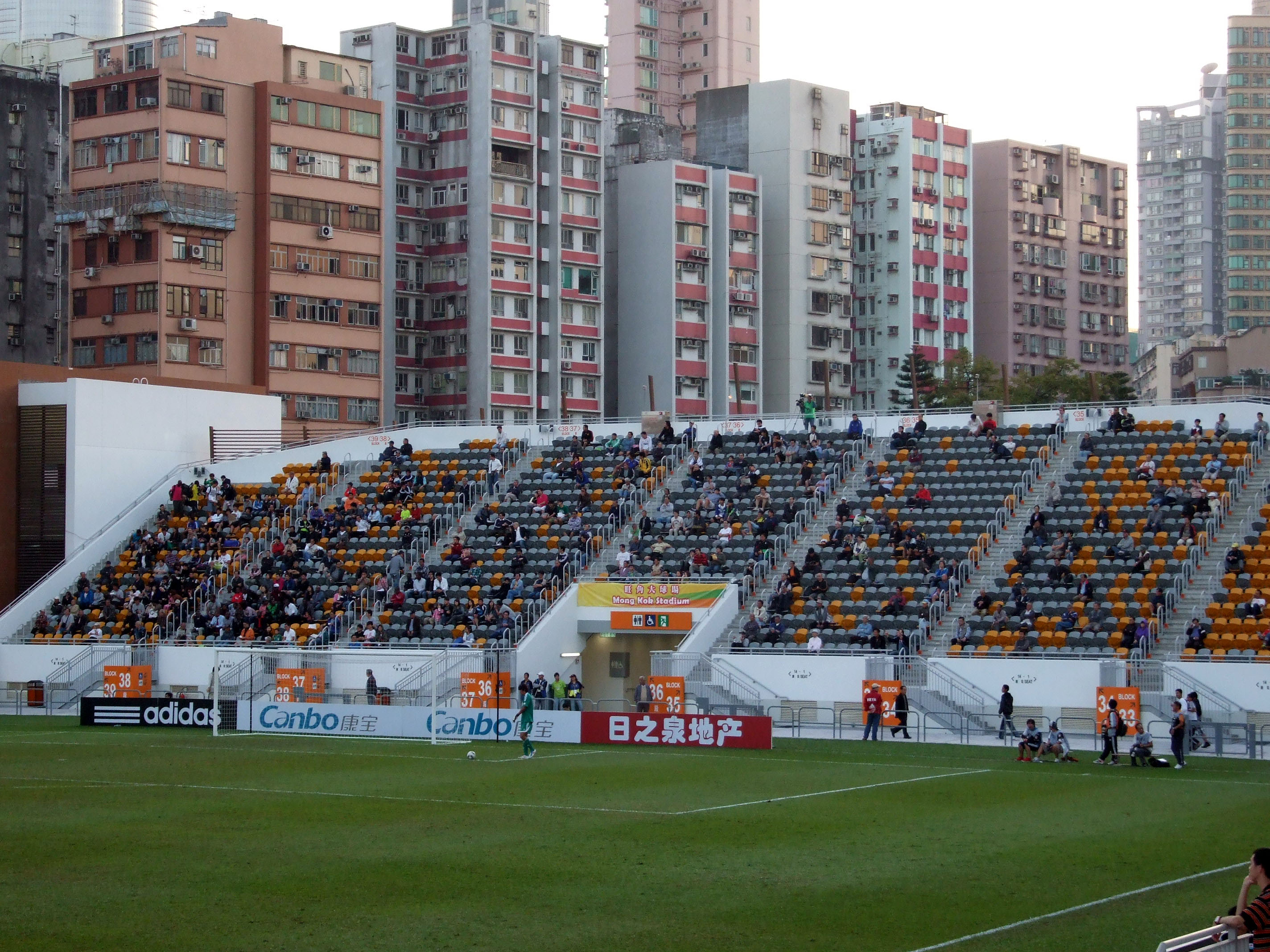
Mong Kok Stadium – Westtribüne, 2011
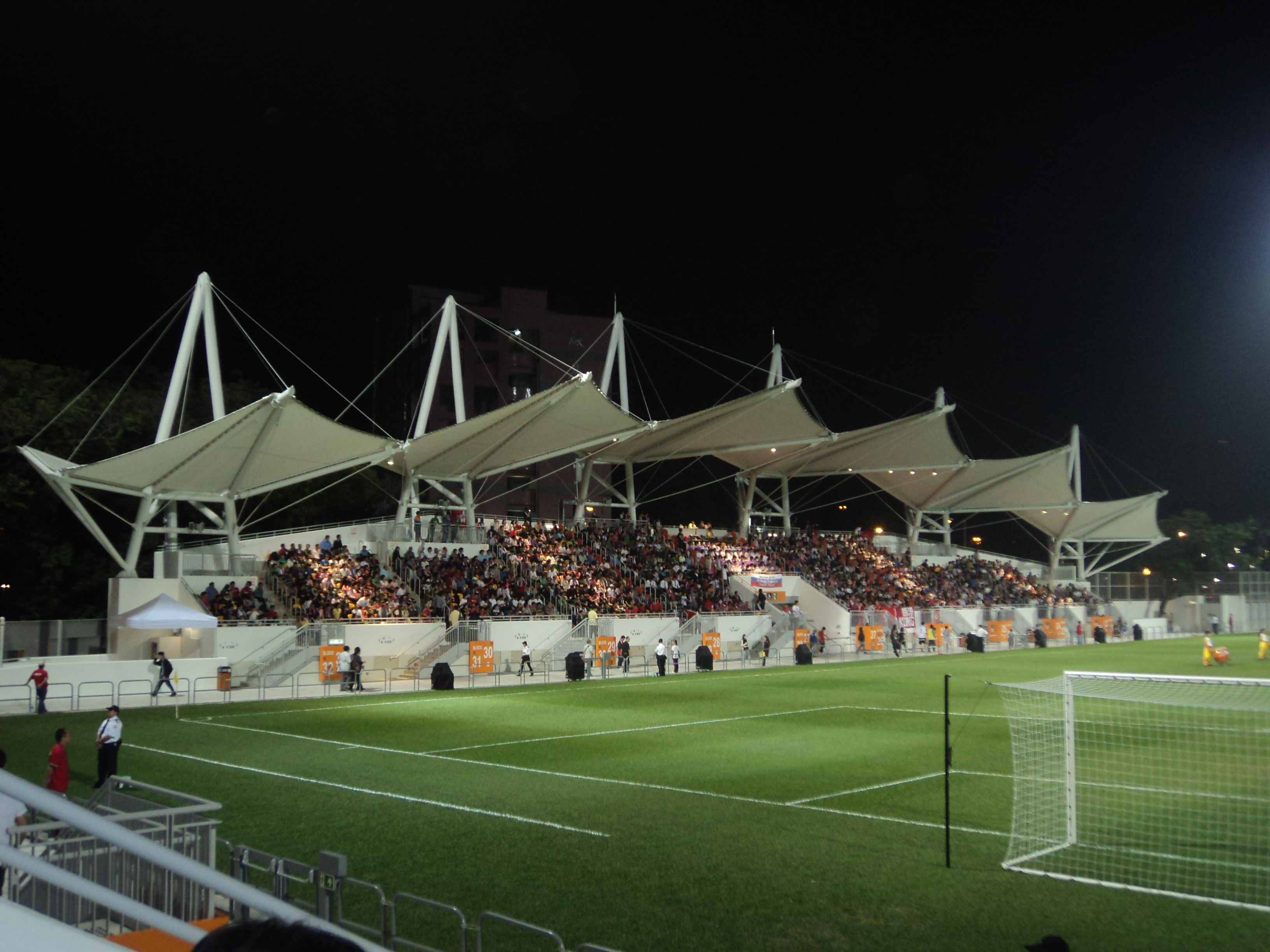
Boundary Street – Nordtribüne, 2011
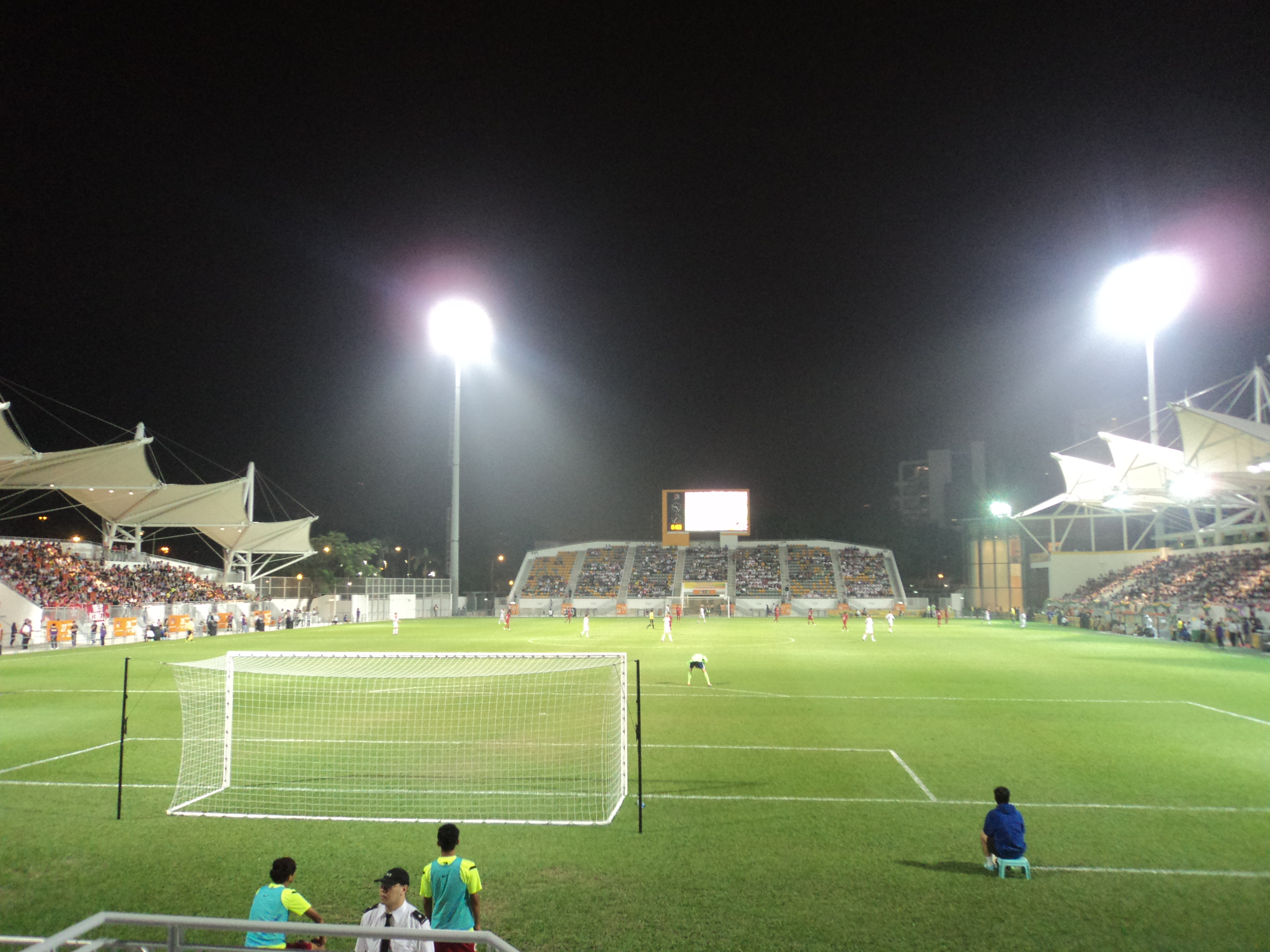
Zuschauertribünen – MKS, 2011
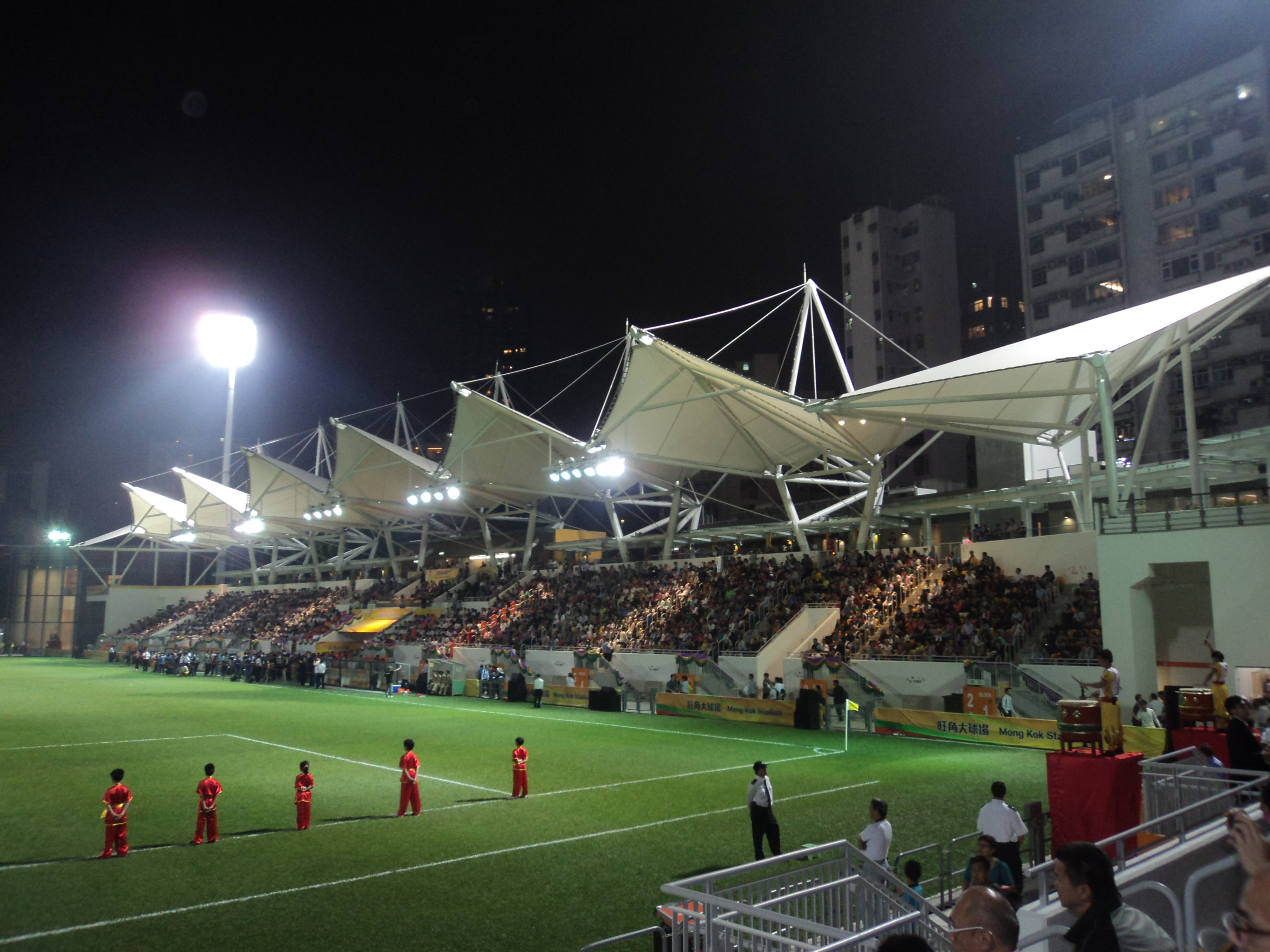
Flower Market Road – Südtribüne, 2011
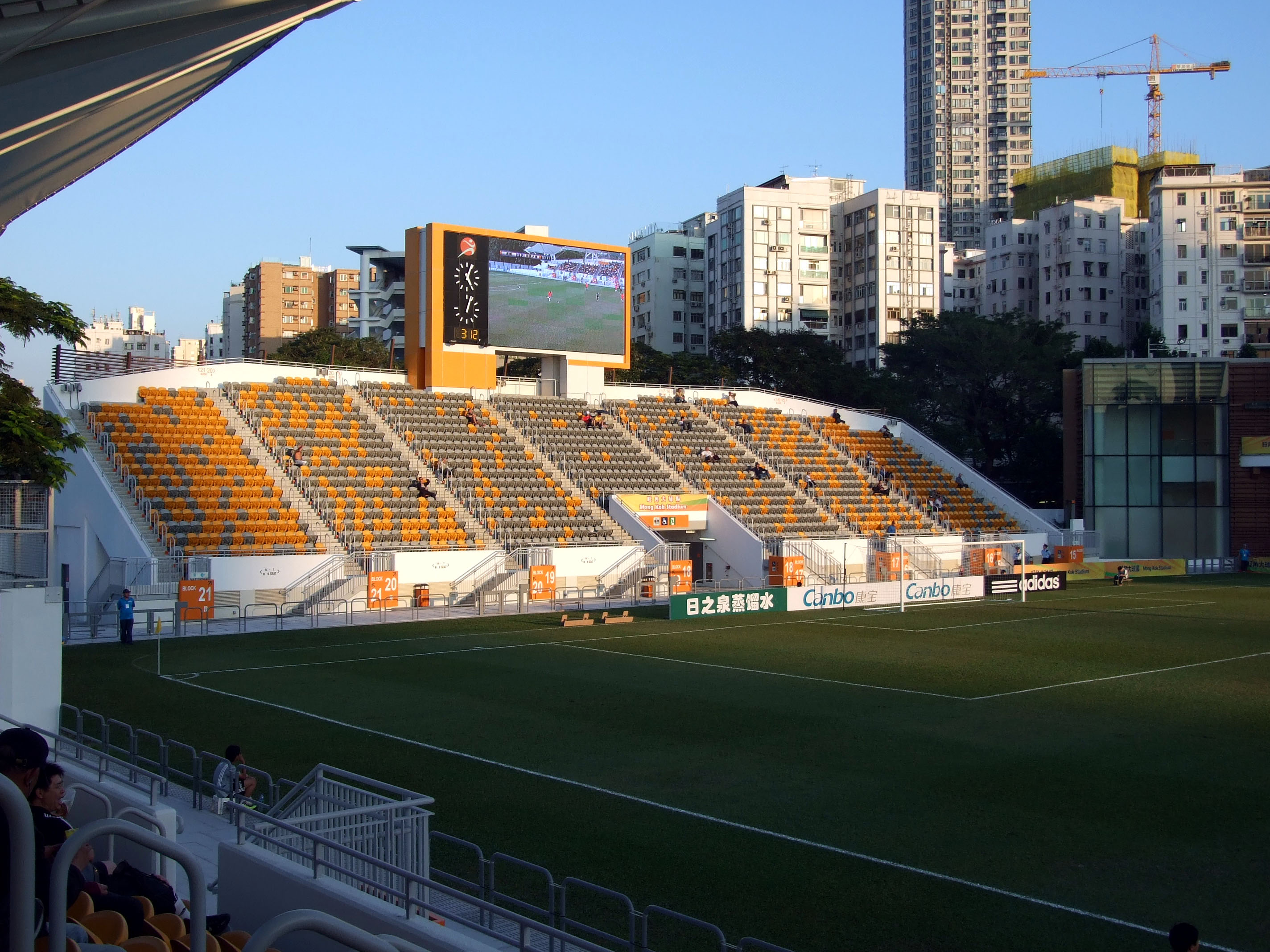
MKS – Anzeigetafel – Osttribüne, 2011
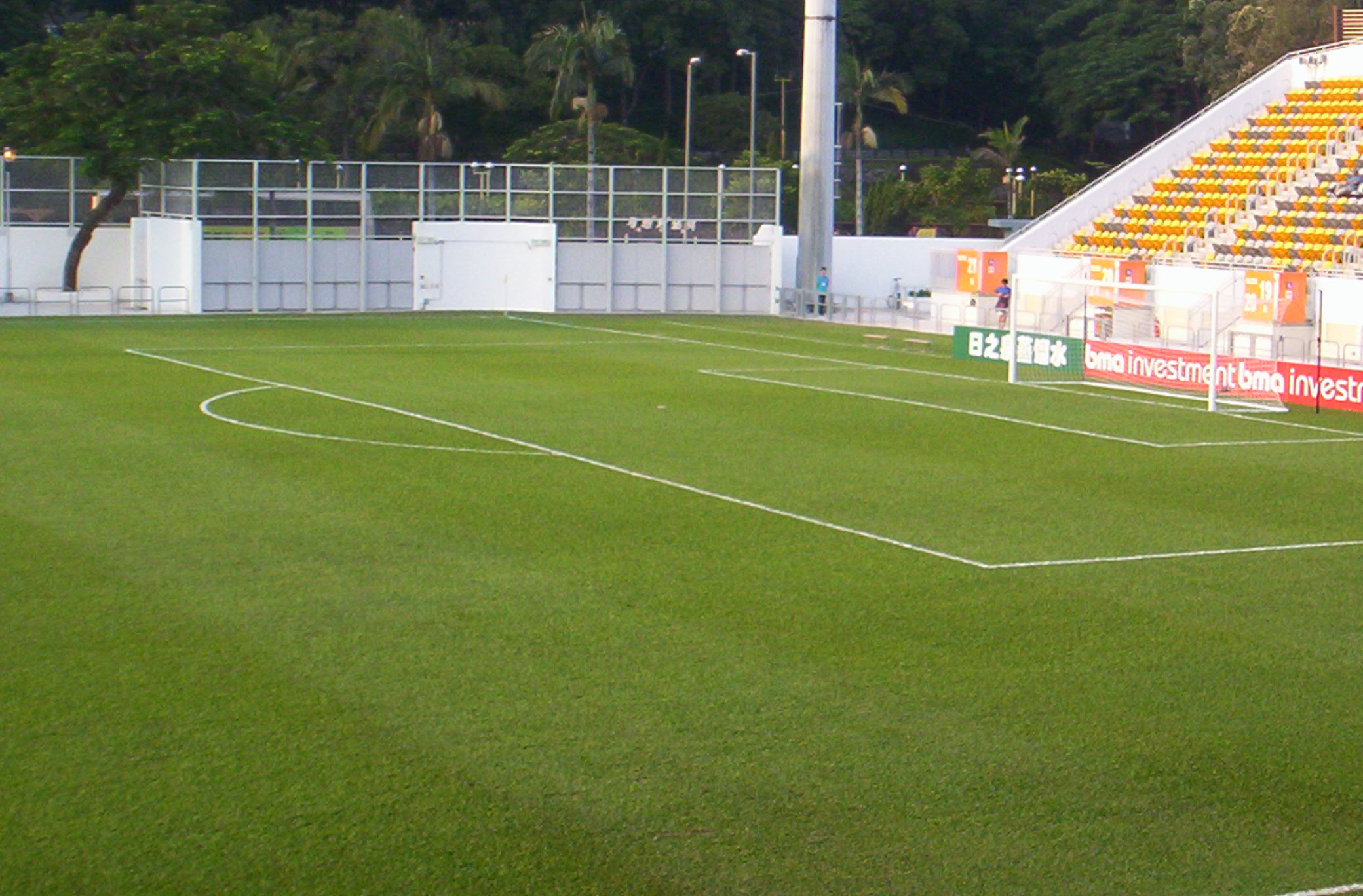
MKS – Torbereich – „Strafraum“, 2011